# Associació de Futbol del Iemen
L'Associació de Futbol del Iemen (en àrab الاتحاد اليمني لكرة القدم, al-Ittiḥād al-Yamanī li-Kurat al-Qadam) és la institució que regeix el futbol al Iemen. Agrupa tots els clubs de futbol del país i es fa càrrec de l'organització de la Lliga iemenita de futbol i la Copa. També és titular de la Selecció de futbol del Iemen absoluta i les de les altres categories. Té la seu a la capital, Sanà.
L'any 2005 va ser suspesa per la FIFA per interferències greus de les autoritats polítiques, violant l'article 17 dels estatuts de la FIFA.
- Afiliació a la FIFA: 1967 (Iemen del Sud), 1980 (Iemen del Nord)
- Afiliació a l'AFC: 1972 (Iemen del Sud),[4] 1980 (Iemen del Nord)[5]
- Afiliació a la UAFA: 1978[6]
- Afiliació a la WAFF: 2009[7]
- Afiliació a l'AGCFF: 2016[8]

## Presidents
- Ali Al Ashwal 1987-2000
- Ahmed Saleh Al-Eissi 2000-